# نشانه تینل
نشانه تینل (انگلیسی: Tinel's sign) یا نشانهٔ هوفمان-تینل روشی برای تشخیص تحریک اعصاب محیطی است. این کار با ضربه ملایم (دق) روی عصب انجام می‌شود تا احساس سوزن‌سوزن شدن یا گزگز در محل توزیع عصب ایجاد شود. دق معمولاً با حرکت دیستال به پروگزیمال (از نوک انگست به سمت پائین) انجام می‌شود. این نشامه نامش را نام از ژول تینل می‌گیرد.
نشانهٔ تینل یک نشانه بالقوه برای سندرم تونل کارپال، سندرم تونل کوبیتال، سندرم تونل قدامی تارسال و نوروم علامت‌دار است.